# Kanton Montbazon
Kanton Montbazon (francouzsky Canton de Montbazon) je francouzský kanton v departementu Indre-et-Loire v regionu Centre-Val de Loire. Tvoří ho sedm obcí.

## Obce kantonu
- Artannes-sur-Indre
- Montbazon
- Monts
- Pont-de-Ruan
- Sorigny
- Veigné
- Villeperdue